# Redukcjonizm
Redukcjonizm – pogląd w filozofii nauki, stanowisko metodologiczne przyjmujące, że możliwe i właściwe jest wyjaśnienie i opis własności złożonego układu poprzez opis i wyjaśnienie zachowania jego części. Poglądami alternatywnymi są holizm i emergentyzm.
Zgodnie z redukcjonizmem badanie złożonego układu powinno zostać rozpoczęte poprzez wyróżnienie jego fragmentów, określenie mechanizmów i sposobu w jaki owe fragmenty się zachowują i następnie opisanie zachowania złożonego z nich układu jako konsekwencji własności wcześniej wydzielonych fragmentów oraz sposobu ich złożenia – struktury tak utworzonego systemu. Taki system – złożenie zbioru elementów (wraz z ich atrybutami) z nałożoną na nie strukturą – posiada nowe atrybuty (własności), niebędące atrybutami żadnego ze składowych elementów, ale odnoszące się do systemu jako całości (np. wartość logiczna zdania twierdzącego: prawda/fałsz jest atrybutem całego poprawnego strukturalnie zdania, ale nie słów – jego elementów).

## Redukcjonizm skrajny
Redukcjonizm posiada swą zwulgaryzowaną postać. Koncepcja, wedle której każdy układ jest wyłącznie sumą części składowych jest oczywistym nadużyciem tej idei metodologicznej i będąc wielokrotnie krytykowana została niemal w całości zarzucona.
Z drugiej strony świadome stanowisko redukcjonistyczne postulujące badanie prostych cech zjawisk, by w oparciu o tak nabytą wiedzę próbować wyjaśniać zachowania bardziej złożone jest jedną z najbardziej płodnych koncepcji nauki. Niemal w każdej dziedzinie naukowej, a zwłaszcza w naukach ścisłych, koncepcja ta znajduje swą realizację i przynosi wymierne i stosowalne rezultaty: opisanie układu mechanicznego jak na przykład silnik samochodowy dzięki znajomości własności jego części składowych (tłoki, wały, łożyska, używane materiały), opis układów biologicznych jak komórki, jako układy złożone z rozmaitych organelli, opis społeczeństw jako całości składających się z oddziałujących na siebie jednostek. Podobnie redukcjonistyczny z natury charakter ma organizacja wiedzy naukowej w formie piramidy: fizyka bada najprostsze układy, które składają się na bardziej złożone układy chemiczne, które są częściami układów biologicznych, które są elementami składowymi jeszcze bardziej złożonych systemów. Zgodnie ze stanowiskiem redukcjonistycznym, chemia jest szczególnym przypadkiem fizyki, biologia chemii itp. Wiedza w tych naukach daje się zredukować do poziomu nauki bardziej podstawowej.
Podejście redukcjonistyczne w zwulgaryzowanej postaci, postulując swój mocny program badawczy, pomija, czy raczej odsuwa na drugi plan te własności układów złożonych, które nie znajdują odbicia na niższym poziomie organizacji układu, jak na przykład te cechy, które są wynikiem wyłącznie organizacji elementów, i są w pewnym zakresie niezależne od ich budowy. Jako przykład można tu podać jaźń czy świadomość, ogólnie problem opisu funkcjonowania mózgu, próby opisania złożonych układów jak system pogodowy w skali globalnej, systemy ekologiczne itp. Nie zmienia to faktu, że metoda redukcjonistyczna jest de facto paradygmatem metodologii nauki.

## Redukcjonizm umiarkowany
Rozwój badań w dziedzinach zajmujących się bardzo złożonymi systemami jak biologia i socjologia prowadzi współcześnie coraz częściej do akcentowania nie tyle możliwości redukcji opisu układów bardziej złożonych do opisu ich części składowych czy redukcji chemii do fizyki, co raczej do podkreślania zgodności, niesprzeczności i wzajemnej spójności wiedzy. Edward O. Wilson zaproponował użycie na taki rodzaj relacji słowa konsyliencja, oznaczającego spójność i zgodność. W ramach tego podejścia, z natury redukcjonistycznego, podkreśla się, że nauki badające bardziej podstawowe i prostsze obiekty dostarczają ram, sceny, języka dla opisu układów bardziej złożonych. Jednocześnie układy bardziej złożone nie są wyłącznie „składane” z elementów opisywanych przez nauki bardziej proste, lecz badają sposób organizacji owego złożenia, który nie wynika jedynie z własności ich części składowych, choć je uwzględnia jako warunki zgodności – tu właśnie pojawia się spójność wiedzy, konsyliencja. Tym samym w myśl nowoczesnego stanowiska redukcjonistycznego nie jest właściwa uproszczona redukcja biologii do chemii, gdyż biologia bada sposób i własności organizacji układów opisywanych przez chemię, zaś ów sposób organizacji z punktu widzenia chemii jest zaledwie dopuszczalny, możliwy, podczas kiedy z punktu widzenia biologii jest to rzeczywisty element obserwowalnej rzeczywistości.

## Krytyka
Nierzadko spotyka się niezrozumienie idei redukcjonizmu jako metody poznawczej, prowadzące do nieuprawnionej jego krytyki.
Na przykład: możliwe dwie formy białek prionowych PrP(C) i PrP(Sc) są z punktu widzenia chemii równie prawdopodobne w syntezie, oraz wchodzą (choć być może w nieco inny sposób) w te same reakcje chemiczne. Jednak w biologii opisuje się układy komórkowe, w których funkcjonalna jest tylko forma PrP(C), gdyż tylko ona spełnia właściwie swoją rolę w metabolizmie komórkowym.
W stanowisku naiwnych krytyków redukcjonizmu sytuacja ta interpretowana jest jako „nieprawidłowość” odmiany białek PrP(Sc) samej w sobie (jako białka) – a więc cechy (atrybutu) elementu, wnioskowanej z cechy (atrybutu) całości (umierającej komórki).
W myśl zasad redukcjonizmu wyjaśnienie takie jest niewłaściwe, gdyż mamy tu do czynienia z wyjaśnieniem własności części poprzez odwołanie się do własności całości (inne niż PrP(C) formy białka nie spełniają swojej roli biologicznej i komórka umiera).
Tymczasem każda z odmian białek sama w sobie nie jest ani „zła”, ani „dobra”: po prostu jest sobą. W innych systemach niż ziemska komórka biologiczna, np. instalacjach syntezy chemicznej lub biologii innych planet, przypisywane wartościowania „z całości” jednostkowego systemu „do części” uogólnionej mogłyby być przeciwstawne tu przedstawionym (Czy gwóźdź jest „zły” jako taki, ponieważ gwóźdź wystający w bucie jest „zły” dla stopy?).